# سیارک ۱۲۷۶۹
سیارک ۱۲۷۶۹ (به انگلیسی: 12769 Kandakurenai، نامگذاری:1994FF) دوازده هزار و هفتصد و شصت و نهمین سیارک کشف شده‌است که در ۱۸ مارس ۱۹۹۴ کشف شد.